# Contrebia extrema
Contrebia extrema är en fjärilsart som beskrevs av Walker 1856. Contrebia extrema ingår i släktet Contrebia och familjen tandspinnare. Inga underarter finns listade i Catalogue of Life.